# Луги (Рославльский район)
Луги — деревня в Рославльском районе Смоленской области России. Входит в состав Любовского сельского поселения. Население — 9 жителей (2007 год).
Расположена в южной части области в 18 км к северо-востоку от Рославля, в 8 км южнее автодороги А101 Москва — Варшава («Старая Польская» или «Варшавка»), на берегу реки Лужанка. В 8 км южнее деревни расположена железнодорожная станция О.п. 14-й км на линии Рославль — Фаянсовая.

## История
В годы Великой Отечественной войны деревня была оккупирована гитлеровскими войсками в августе 1941 года, освобождена в сентябре 1943 года.
Село Луги и его Святыня
Каких-то сто лет назад село Луги, насчитывавшее более двухсот дворов, считалось одним из живописнейших уголков Рославльского уезда. Красиво раскинулось оно по скату отлогого холма.
Над селением и его окрестностями возвышался красивый каменный храм. Старожилы уверяют, что в ясный солнечный день блеск его золотого креста был виден даже в Рославле, привлекая в Луги, особенно по воскресным дням, множество богомольцев. Уже почти три столетия это место считается священным для православных.
Чудотворная икона свт. Николая из села ЛугиПредание о чуде, которое произошло здесь, многие годы передавалось из уста в уста. Описание возникновения святого источника мы даём по книге А. Вознесенского и Ф. Гусева «Житие и чудеса Св. Николая Чудотворца, Архиепископа Мирликийского и слава его в России», которая была выпущена в 1899 г. в Санкт-Петербурге.
Авторы пишут, что около 300 лет назад на месте нынешнего села был только дремучий лес помещика Повало-Швыйковского, который охраняли его слуги. Во время одного из таких сторожевых обходов явилась чудотворная икона Святителя Николая Угодника. Был жаркий летний день, усталые и измученные лесники еле добрались до одного знакомого им уголка в лесу с родниковым ключом и спешили утолить жажду. Не доходя немного до ключа, приблизились к дереву и увидели на нём образ святителя Николая, разливавший вокруг себя тихое, чудное сияние. Пораженные этим явлением лесники пали перед образом с молитвой Чудотворцу, но не осмелились взять его с собой и поспешили сообщить о чудном образе своему господину. Скоро весть о дивной иконе разнеслась по всем окрестностям, и тотчас нуждающееся в небесной милости человечество потекло к роднику с образом. Узнали об образе и в Смоленске. Высшее духовное начальство для своего и общенародного убеждения в чудесности образа сочло недостаточным одних рассказов о нём лесников и помещика и, опасаясь обмана и суеверия, приказало взять с сосны у родника новоявленную загадочного происхождения икону в Смоленск. Икона была поставлена в архиерейской ризнице, «впредь до какого-либо чудесного знамения». Такое чудное знамение не замедлило явиться.
Скоро после взятия образа помещик Швыйковский вдруг лишился зрения и не мог вылечиться. После молитв во сне к нему явился Святитель и велит отправиться в Смоленск помолиться там пред явленной его иконой и возвратить её на место явления. Швыйковский так и поступает: отправляется в Смоленск и здесь, после молитвы перед дивным образом, усердно просит преосвященного Гедеона, епископа Смоленского, отпустить к нему образ. Преосвященный удовлетворяет желание Швыйковского, и тот несет с собой икону к роднику, где она явилась. Тогда совершилось новое чудо, обещанное Святителем. Уже после молитвы пред его образом в Смоленске Швыйковский почувствовал улучшение зрения, теперь же, когда он умылся водой на месте первоначального явления иконы из освященного ею родника, зрение к нему совершенно возвратилось. Обрадованный и благодарный владелец тотчас же поспешил исполнить свой обет, данный Святителю пред епископом Гедеоном, и устроил для образа над родником часовню. Это было в 1730 году.
От Швыйковского место с родником и чудотворным образом перешло к новому владельцу, графу Николаю Николаевичу Салтыкову. Стечение поклонников к образу возрастало, и некоторые из них стали здесь селиться, селение получило своё название от изобилия сенных покосов и заливных лугов — Луги. В 1764 г. Салтыков построил недалеко от часовни деревянную церковь, куда перенесен был образ. Над целебным родником граф устроил колодец, получивший славу святого. Во избежание осыпания стенок колодца в него было установлено чугунное кольцо глубиной около 2-х метров. С течением времени на жертвы благочестивых богомольцев над колодцем была выстроена красивая каменная часовня. Сюда-то с хвалебным пением Угоднику богомольцы идут с иконой, здесь слушают акафист Чудотворцу и пьют воду колодезя как врачевание от недугов. Ключ «Святого колодца» действительно чудный, а вода его прозрачна, с легким серным запахом и необыкновенно вкусна для питья.
Деревянная церковь с годами обветшала, и, благодаря заботами и трудами местного священника Чижова, при содействии доброхотных жертвователей, был сооружён каменный двухпрестольный храм, освящённый в 1849 г. К 1858 году церковь расширили ещё одним приделом. Новый храм возводился в русском стиле. Главный престол, как и в прежнем храме, был посвящён святителю Николаю. Здесь за правым клиросом в особом выносном киоте и хранился чудотворный образ. Два других престола были посвящёнными св. Софии и Божией Матери Одигитрии Смоленской. В таком виде храм этот сохранялся до конца 30-х годов двадцатого века.
Слава чудотворного образа и святого колодца вот уже почти три столетия не только не уменьшается, но и возрастает. За это время много было явлено и от иконы, и от ключа по молитве Святому Угоднику различных знамений Небесной помощи верующим, и это тянуло сюда и до сих пор влечет многих людей. Большая часть этих знамений осталась, конечно, незаписанной, не многие из них были внесены в местную церковную летопись.
Вода «святаго колодца» отличается целебными свойствами: она подает облегчение и полное исцеление болезней людям, с верою пользующимся ею, особенно целительна она для страдающих глазными болезнями. После известного прозрения у «святаго колодца» господина Швыйковского было немало подобных случаев исцеления. Особенно интересен случай исцеления одной крестьянки А. С. из Тюнинской волости Рославльского уезда, бывший в сентябре 1876 года и записанный в местной церковной летописи.
В начале 1876 года у крестьянки от неизвестной причины стала сильно болеть голова и вместе с тем зрение её испортилось настолько, что она перестала уже различать близкие лица, хотя до того времени всегда видела прекрасно и глазами никогда не болела. Так страдала она в течение пяти месяцев. Однажды А. С. долго и горячо молилась, прося у Господа Бога облегчения своего тяжелого положения, и во время молитвы заснула. И вот во сне явился ей некий муж в монашеском одеянии, который повелевал ей сходить в Луги и там на «святом колодце» отслужить молебен пред св. иконой угодника Николая, тогда она выздоровеет. Проснувшись, А. С. дала обещание исполнить повеление. Но эта женщина была так бедна, что не могла ничем вознаградить священника за труд; это сильно её смущало, она отложила исполнение своего обещания до более удобного времени. После этого болезнь А. С. усиливается ещё более, и бедная женщина снова обращается к Богу с горячей мольбой об исцелении. Опять в ночном видении является ей тот же муж и грозно повторяет своё приказание. Испуганная и обрадованная надеждой на выздоровление женщина на следующий день выпросила у своего брата денег и отправилась в Луги. Здесь она отслужила молебен у колодца и, промыв глаза водой из колодца, прозрела; головные боли её также прекратились.
Самыми сильными и наглядными доказательствами дивной силы, связанной с образом святителя Николая, являются его благодеяния городу Рославлю.
Дважды, в 1831 и 1848 годах, город и окрестности были поражены бичом азиатской гостьи — холеры, спасла от этих бедствий сильная молитва перед чудотворным образом.
После этих двух испытаний не раз посещали город новые бедствия в виде частых и сильных пожаров, и местное предание свидетельствует, что всегда в таких случаях, как только брали честный образ святого Николая и молились перед ним, небесная помощь являлась бедствующим и спасала их. Особенно сильное испытание поразило город 18 июля (по старому стилю) 1855 года. До того времени пожары в Рославле случались редко и скоро прекращались.
Пожар угрожал всему городу. Все усилия человеческие не могли ничего сделать с бушевавшим пламенем, горожане были в отчаянии. Как всегда, и теперь, ещё с началом пожара, они послали за чудотворным образом. Все горожане собрались в соборе на городской площади и долга молились. Пламя стихло и пожар прекратился, с тех пор каждый год с разрешения высшего духовного начальства постановили с того времени ежегодно в этот день, 18 июля(ст. стиль), приносить чудотворный образ святого Николая из Лугов в Рославль и совершать перед ним благодарственный молебен и крестный ход с ним вокруг всего города.
За несколько дней до памятной даты большая часть христолюбивых граждан отправлялась в Луги и получала на время благодатный образ. Святая икона гостила в городе до 4-х недель и более, пока не обходила все храмы. Каждая семья считала за честь принять её у себя. Так же торжественно икона провожалась обратно. «Со времени установления крестных ходов, — говорит летописец, — не было в Рославле больших пожаров».
Крестные ходы с Луговской иконой совершались и после революции 1917 года, вплоть до закрытия храма в Лугах. Известно, что икона посещала Рославльский монастырь, и перед ней служились молебны. Последний перед закрытием монастыря настоятель архимандрит Рафаил (Баутин, + 1947) принимал икону в монастыре и служил перед ней молебны.
В советские годы святой источник и храм в селе Луги постигла печальная судьба многих российских святынь: святое место и храм были разорены, а икона была утеряна. Но тропа к святому источнику не зарастала даже в годы жестоких репрессий и гонений на веру.
Крестный ход1988 год. Власти изменили взгляды на Церковь. Верующие получили право свободно, без страха молиться Богу, строить храмы и посещать святые места, связанные с Россией не только духовно, но и исторически. В это время обретает второе рождение и Луговской источник. Впервые за многие годы колодец был вычищен. В 1998 г. в судьбе источника наметился новый поворот — в сторону возрождения. Цех тепловой автоматики и измерений (ТАИ) Смоленской АЭС взял шефство над источником Николая-Чудотворца и приступил к обустройству святого места.
В настоящее время возродившееся святое место все больше и больше притягивает к себе людей, которые каждый день идут сюда, чтобы помолиться, набрать родниковой воды, окунуться в купальне.
Сегодня сотни православных христиан посещают Луги. Причем бывают у родника не только жители Смоленской области, но и соседних регионов. Приезжают паломники из США, Италии.
В 2002 году, 22 мая, в день святителя Николая, на источнике в Лугах было как никогда многолюдно. После более чем 70-летнего перерыва была возобновлена старинная традиция: от подножья холма, где стоял храм, до святого колодца был совершен крестный ход. Такое величественное шествие церковнослужителей и верующих с крестами, хоругвями и иконами, сопровождаемое торжественным песнопением, многие видели впервые. Затем был отслужен молебен с водосвятием. Богослужение совершали игумен Сергий, настоятель Рославльского монастыря, с братией, иерей Виталий, настоятель Десногорского храма «Всех Скорбящих Радость».
После окончания службы состоялся праздничный концерт духовной песни.
В 2003 г., чтобы приблизить источник к первоначальному его образу, у работников цеха ТАИ возникла идея — на средства работников цеха и пожертвования, собранные на источнике, возродить икону в память прославленной чудодейственной. В 2004 г., после длительного труда, молодым иконописцем Ильёй Верещагиным в иконописных мастерских Успенского подворья Оптиной пустыни г. Санкт-Петербурга была сотворена в древне-византийском стиле, по канонам церковной живописи, и освящена долгожданная икона Святителя Николая. Работники ремонтно-строительного цеха САЭС изготовили деревянный оклад и резной киот для иконы.
Икона Святителя Николая была передана на хранение в храм Стефана Великопермского г. Десногорска, предполагалось, что она будет сопутствовать всем обрядам и таинствам, совершаемым в православные праздники на источнике. Обращаясь в день передачи иконы к присутствующим в храме, настоятель Спасо-Преображенского мужского монастыря г. Рославля отец Сергий выразил надежду на то, что икона прославится своими чудесами и знамениями, и к ней будут также идти многие люди, ища утешения, помощи и заступничества Святителя и Чудотворца Николая. Принимая бесценный дар, отец Сергий поблагодарил людей, которые совершили великое чудо.
Поклонный крестНа холме, где когда-то возвышался белокаменный храм, в 2004—2005 годах установлены Поклонный крест и памятные знаки из камня со словами тропаря Николаю Чудотворцу и образом Святителя. Освящение каждого из этих объектов являлось настоящим праздником для верующих. А одна дружная семья, переехавшая сюда из Рославля, без чьих-либо просьб стала ухаживать за святым местом: убирать мусор, мыть полы в часовне, менять цветы, убирать оплавившиеся свечи — одним словом, постоянно делать ту незаметную, но очень необходимую работу, благодаря которой здесь, в лесной глуши, каждый чувствует живое человеческое тепло.
В 2004 г. было положено начало возрождению утраченной в 1931 г. традиции крестных ходов к источнику Николая чудотворца. Из Десногорска небольшой группой верующих и настоятелей церквей Десногорска и Екимовичей в Луги был совершен крестный ход. В 2005 г. состоялись торжества в честь 150-летия крестного хода из Лугов в Рославль.